# زیردریایی یو-۶۳۱
زیردریایی یو-۶۳۱ (به انگلیسی: German submarine U-631) یک زیردریایی است که طول آن ۶۷٫۱ متر (۲۲۰ فوت ۲ اینچ) می‌باشد. این زیردریایی در سال ۱۹۴۲ ساخته شد.